# Унсет, Сигрид
Си́грид У́нсет (норв. Sigrid Undset; 20 мая 1882, Калуннборг, Дания — 10 июня 1949, Лиллехаммер, Норвегия) — норвежская писательница, известная в первую очередь циклами исторических романов «Кристин, дочь Лавранса» и «Улав, сын Аудуна из Хествикена». Получила за эти романы Нобелевскую премию по литературе 1928 года. В её честь назван кратер Унсет на Венере.

## Биография

### Юность и начало литературной карьеры
Сигрид Унсет родилась в Калуннборге в Дании на острове Зеландия. Отец её — известный археолог Ингвалл Унсет, крупнейший в Норвегии специалист по железному веку и талантливый писатель, был норвежцем, мать — Шарлотта Гют-Унсет — датчанкой. Уже через два года семья переехала в Норвегию. Там в Христиании (ныне Осло) прошли детство и юность Сигрид. Сама она считала себя норвежкой, с раннего детства у девочки воспитывали любовь к норвежским сказкам, преданиям, большую роль в воспитании играл отец. Сигрид бывала у отца в Историческом музее, знакомилась с экспонатами. Счастливые годы детства писательница впоследствии описала в автобиографическом романе «Одиннадцать лет» (1934). В 1893 году после тяжёлой болезни Ингвалл Унсет умер. Это событие круто изменило жизнь семьи. Вдова с тремя детьми вынуждена была существовать на скудную пенсию.

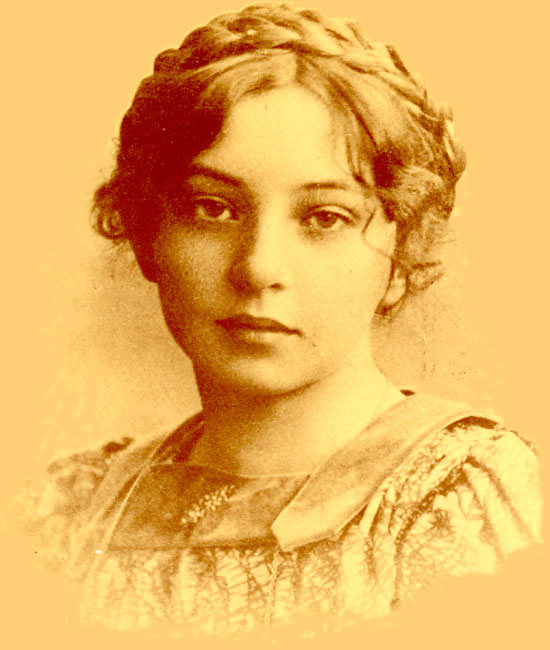
Сигрид Унсет в юности

Сигрид мечтала о занятиях искусством, литературой, хотела стать художницей и часто с карандашом в руках бродила по старинным улицам Христиании. Сохранились зарисовки и наброски этих лет. Однако девушке пришлось поступить в Коммерческое училище, где готовили секретарей. Свыше 10 лет (1898—1908) она служила в отделении «Всеобщей компании электричества» в Осло клерком, ей приходилось заниматься глубоко чуждым её творческой натуре делом. Сигрид не любила свою работу и, чтобы не впасть в отчаяние, писала стихи, обдумывала план романа из истории норвежского средневековья. Мать поддерживала Сигрид, она советовала правдиво записывать всё, что та видит.
Первые книги Унсет отличались достаточно точным изображением будней женщины на службе и в семейной жизни. В частности, роман «Фру Марта Оули» (1907), принесший Унсет первую известность, и книга новелл «Счастливый возраст» (1908).
После успеха первых книг, Унсет получила государственную стипендию, которая позволила ей в 1909 году оставить надоевшую службу. В том же году появляется первый исторический роман Унсет «времен старых и кровавых дней» — «Сага о Вигдис и Вига-Льоте» (1909), в котором писательница исторически достоверно описывает средневековый быт около 1000 года. В целом эта книга является плодом фантазии писательницы, она лишь имитирует древнюю сагу, особенно в развитии темы любви-ненависти.
В 1910 году Унсет совершает путешествие в Рим. Вернувшись, издает сборник стихов «Юность» (1910) и роман «Йенни» (1911), имевший громадный успех, привлёкший к себе исключительное внимание читающей публики. Смелое и правдивое изображение сексуальных отношений в романе стало предметом бесконечных дискуссий. В романе показана судьба женщины (художницы Йенни), мятущейся в поисках большой подлинной любви.

В 1912 году Унсет выходит замуж за художника Андерса Сварстада. Её семья быстро растёт. В 1913 году появляется сын Андерс Кастус, позднее сын Ханс Бенедикт и дочь Марен Шарлотта. Но писательница продолжает плодотворно трудиться. В 1913 году выходит сборник рассказов «Обездоленные», а в 1914 — большой роман «Весна», повествующий о сложной жизни женской души, столкновении романтических мечтаний с обыденной прозой жизни. В этом же ключе написаны и сборники новелл «Осколки зеркала тролля» (1917), «Мудрые девы» (1918) и сборник стихов «Весенние облака» (1921).

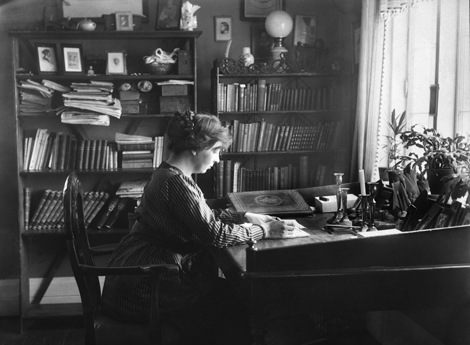
Сигрид Унсет в Бьёркебеке

Круг героев Унсет раннего периода её творчества — это маленькие, незаметные, скромные, «обездоленные» городские труженицы и труженики: конторские служащие (быт которых Унсет отлично знала), модистки, средняя городская полуинтеллигенция.

### Вершина творческого успеха
В 1919 году Унсет с семьёй поселяется в Лиллехаммере, расположенном в 130 км севернее Христиании. В усадьбе Бьёркебек(Bjerkebæk — «Берёзовый ручей») начинается новый, самый плодотворный период жизни и творчества писательницы. Она возвращается к своей давнишней мечте написать роман из истории норвежского средневековья, но при этом реалистически изобразить в нём судьбу незаурядной женщины, её борьбы за эмансипацию и личное счастье. Такую героиню Унсет находит не в современной, а в средневековой Норвегии. Так возникает центральное произведение Унсет — историческая трилогия «Кристин, дочь Лавранса», состоящая из трех романов «Венец» (1920), «Хозяйка» (1921) и «Крест» (1922).

При скрупулезном исторически достоверном изображении жизни и быта норвежцев между 1310 и 1349 годами, писательнице удалось создать психологическую и философскую драму, в центре которой — судьба главной героини Кристин. Она выступает в романе как носительница индивидуального личностного начала, она противопоставляет требованиям общины, рода, своё индивидуальное чувство. Добившись реализации своих мечтаний вопреки устоям общества, Кристин сталкивается с оборотной стороной свободы — ответственностью за принятые решения. В финале трилогии героиня находит счастье и спокойствие в самопожертвовании.

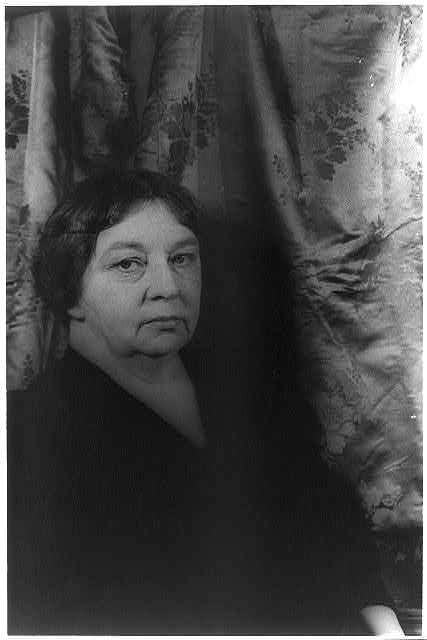
Сигрид Унсет. Фотография Карла Ван Вехтена, 1927

К этой трилогии и хронологически, и тематически примыкает дилогия «Улав, сын Аудуна из Хествикена» (1925) и «Улав, сын Аудуна, и его дети» (1927). Главный герой дилогии, Улав, так же как и Кристин, представляет собой самодостаточную личность, вынужденную сосуществовать в средневековой среде, зачастую отказываясь следовать обычаям рода (в частности, прощает изменившую ему невесту) и до конца своих дней вынужден расплачиваться за это принятое однажды индивидуалистическое решение.
Исторические романы Унсет, поднимавшие психологические и философские проблемы, близкие читателям XX века, и при этом блестяще рисующие исторический средневековый фон, были восторженно приняты критиками и публикой.
В 1928 году Унсет удостоена Нобелевской премии по литературе «за совершенное описание норвежского средневековья».
Финансовые средства, которые Унсет получила как лауреат Нобелевской премии, она потратила на благотворительные цели (стипендии для одаренных детей — 80 тысяч крон; создание школ для детей из бедных католических семей Норвегии — 60 тысяч крон; поддержка молодых норвежских писателей — 60 тысяч крон).

### Поздний период жизни и творчества
После 1928 года Унсет возвращается к современной теме в романах «Гимнадемия» (1929) и «Неопалимая купина» (1930), пишет романы о супружеской жизни «Ида Элизабет» (1932) и «Верная жена» (1936), но большого успеха они не приносят, как и роман из истории Норвегии XVIII века «Мадам Дортея» (1939).

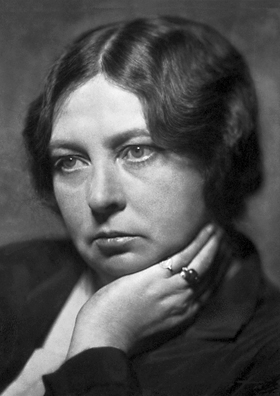
Нобелевская лауреатка 1928 года Сигрид Унсет

В 1930-е годы Унсет занялась общественной и публицистической деятельностью, полемикой по религиозным вопросам. Она перешла в католичество и стала в ряды его апологетов. Кроме того Унсет интересовалась детским кукольным театром и древненорвежскими сагами, переводами которых и занималась. В 1935 году Унсет возглавила Союз норвежских писателей. Она активно выступает против фашистских и нацистских режимов, возглавляет в 1935 году кампанию за присуждение Нобелевской премии мира узнику гитлеровского концлагеря публицисту Карлу фон Осецкому.
В 1934 году Унсет выпустила новый роман «Одиннадцать лет», являющийся скорее художественно-оформленными мемуарами. В романе описывается жизнь и переживания девочки. Критика признает за Унсет ряд заслуг в дальнейшем развитии норвежского литературного языка («риксмола»).

После начала советско-финской войны (1939—1940) Унсет продала свою нобелевскую медаль за 25 тысяч крон и передала все вырученные деньги для помощи финским детям. Также она приютила у себя в доме трёх финских детей-беженцев.

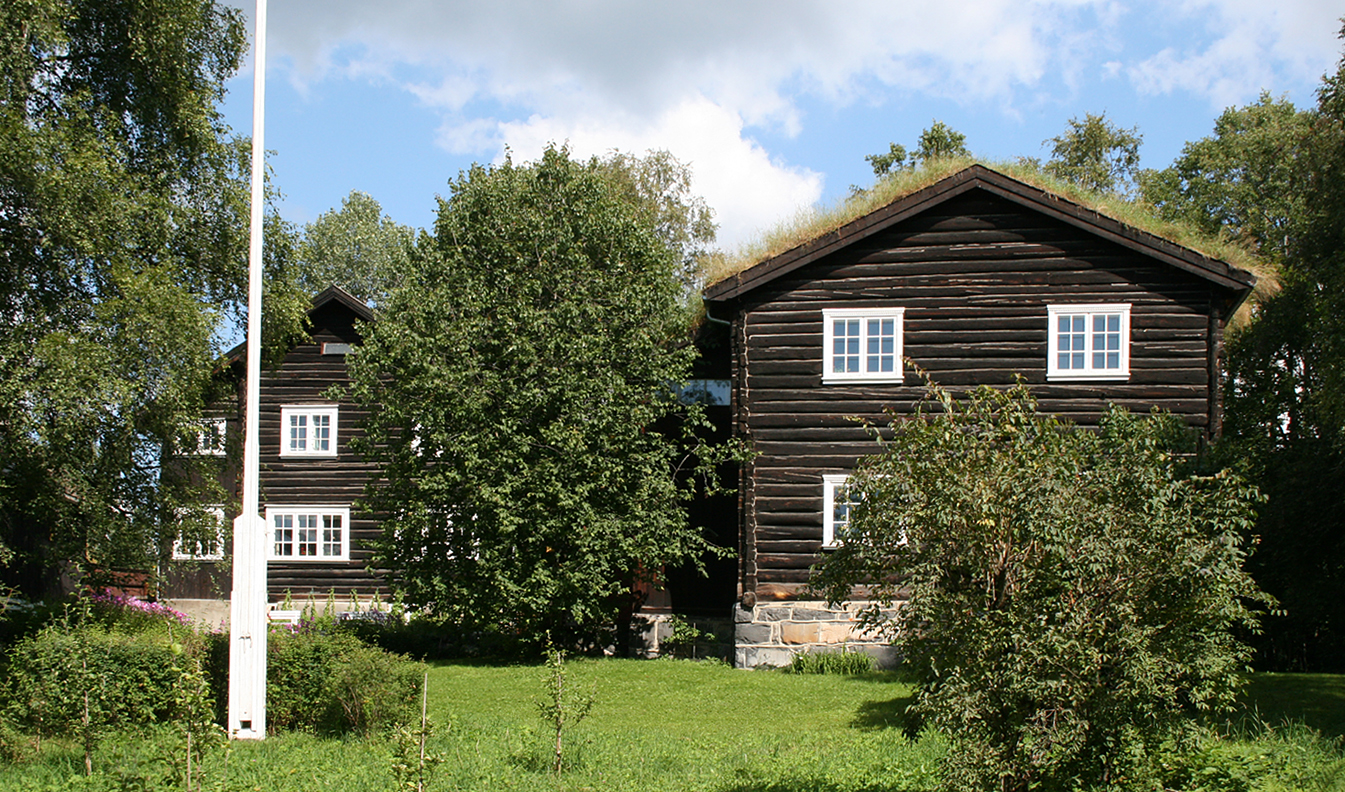
Дом Бьёркебек в Лиллехаммере. Сегодня музей

В апреле 1940 года нацисты оккупировали Норвегию. Спасаясь от них, Унсет на лыжах уходит в нейтральную Швецию, где узнаёт, что её старший сын убит в бою с немцами. С сыном Хансом Бенедиктом (дочь умерла ранее от тяжёлой болезни, с мужем Сигрид разошлась в 1925 году) писательница через территорию СССР и Японии эмигрирует в США.
Здесь она пишет «Возвращение в будущее» (1942) и «Счастливые дни» (1942) — романы мемуарного характера, в которых содержится призыв бороться с фашизмом. В романе «Возвращение в будущее» (Tilbake til fremtiden) содержится описание СССР, увиденного глазами Унсет, и в первую очередь городов Москва и Владивосток.
В 1945 году Унсет возвратилась на родину. Последние годы жизни провела в Лиллехаммере, где и похоронена.

## Сочинения

### Романы
- Фру Марта Оули (Fru Marta Oulie, 1907).
- Сага о Вигдис и Вига-Льоте (Fortællingen om Viga-Ljot og Vigdis, 1909).
- На рассвете (I grålysningen, 1911; опубликован в 1968).
- Йенни (Jenny, 1911).
- Весна (Vaaren, 1914).
- Кристин, дочь Лавранса (Kristin Lavransdatter, 1920-22): Венец (Kransen, 1920); Хозяйка (Husfrue, 1921); Крест (Korset, 1922).
- Улав, сын Аудуна из Хествикена (Olav Audunssøn i Hestviken, 1925).
- Улав, сын Аудуна, и его дети (Olav Audunssøn og hans barn, 1927).
- Гимнадемия (Gymnadenia, 1929).
- Неопалимая купина (Den brændende busk, 1930).
- Ида Элизабет (Ida Elisabeth, 1932).
- Одиннадцать лет (Elleve aar, 1934).
- Верная жена (Den trofaste hustru, 1936).
- Мадам Дортея (Madame Dorthea, 1939).
- Возвращение в будущее (Tilbake til fremtiden, 1942, опубликован в 1945).
- Счастливые дни (Lykkelige dager, 1942, опубликован в 1947).
- Сигурд и его храбрые друзья. (Sigurd og hans tapre venner, 1943, опубликован в 1955).
- Двенадцать лет (Tolv år, не окончен, 1998).

### Сборники новелл
- Счастливый возраст (Den lykkelige alder, 1908).
- Обездоленные (Fattige skjebner, 1912).
- Мудрые девы (De kloge jomfruer, 1918).
- Осколки зеркала тролля (Splinten av troldspeilet, 1917).
- Мир на Земле (Fred på jorden, 1992).

### Эссе и культурно-исторические работы
- Рассказы о короле Артуре и рыцарях круглого стола (Fortællinger om kong Artur og ridderne av det runde bord, 1915).
- Три сестры (Tre søstre, 1917)
- Двенадцать пунктов (Et kvindesynspunkt, 1919).
- Жизнь, смерть и чудеса Святого Хальварда (Sankt Halvards liv, død og jærtegn, 1925).
- Католическая пропаганда (Katholsk propaganda, 1927).
- Этапы (Etapper, 1929).
- Святой Олаф, король Норвегии (Hellig Olav, Norges konge, 1930).
- Вехи (Etapper. Ny række, 1933).
- Два европейских святых (To europeiske helgener, 1933).
- Норвежские святые (Norske helgener, 1937).
- Автопортреты и пейзажи (Selvportretter og landskapsbileder, 1938).
- Монашество. Паломничество. Приходская церковь (Klosterliv. På pilegrimsferd. Sognekirken, 1939).
- Екатерина Сиенская (Caterina av Siena, 1951).
- Статьи и речи военных лет (Artikler og taler fra krigstiden, 1952).
- Стен Стенсен Блихер (Sten Steensen Blicher (kulturhistorie), 1957).
- Письма (Kjære Dea, 1979).

### Стихотворения
- Юность (Ungdom, 1910).
- Весенние облака (Vårskyer, 1921).

### Для детей
- К востоку от Солнца и к западу от Луны (инсценировка для детского театра) (Østenfor sol og vestenfor måne, 1927, опубликована в 1959).
- Принцесса Синей Горы (Prinsessene i Berget det blå, 1928, опубликована в 1973).

### Издания сочинений в русском переводе
- Унсет С. Фру Марта Оулие. — повесть, в кн.: «Фиорды», сб. 6,. — СПб., 1910.
- Ундсет С. Йенни / пер. М. П. Благовещенской. — М.: изд. «Северные дни», 1917.
- Унсет С. Тьодольф / пер. М. Полиевктовой. — Библиотека «Огонёк». — М.: Акционерное издательство «Огонёк», 1927.
- Унсет С. Весна / пер. Е. Н. Благовещенской. — Л.: изд. «Время», 1928.
- Унсет С. Обездоленные / пер. М. М. Дьяконова. — М.–Л.: ГИЗ, 1928.
- Унсет С. Кристин, дочь Лавранса / послесловие Н. Я. Рыковой. — роман [первая часть трилогии]. — Л.: Государственное издательство художественной литературы, 1935. — 314 с. — 10 300 экз.
- Сигрид Унсет. Кристин, дочь Лавранса. — М.: Государственное издательство художественной литературы, 1962. — Т. 1—3. — 924 с. — 100 000 экз.
- Сигрид Унсет. Улав, сын Аудуна из Хествикена. — М.: Художественная литература, 1978. — 584 с. — 50 000 экз..
- Сигрид Унсет • Вера Хенриксен. Сага о Вигдис и Вига-Льоте • Девы битв. — М.: Терра — Книжный клуб, 1996. — ISBN 5-300-00630-0.
- Сигрид Унсет. Йенни. — СПб.: Сказ, 1994. — 288 с. — 25 000 экз. — ISBN 985-400-007-9.
- Сигрид Унсет. Мадам Дортея. — М.: Текст, 2000. — 352 с. — (Книги карманного формата). — 5000 экз. — ISBN 5-7516-0203-X.
- Сигрид Унсет. Возвращение в будущее. — М.: ОГИ, 2003. — 172 с. — (Перекресток культур). — 1000 экз. — ISBN 5-94282-184-4.
- Сигрид Унсет. Фру Марта Оули. Весна. — М.: Прогресс-Традиция, 2003. — 496 с. — 1000 экз. — ISBN 5-89826-168-0.
- Сигрид Унсет. Улав, сын Аудуна, и его дети. — СПб.: Азбука-классика, 2004. — 576 с. — (Азбука-классика/pocket-book). — 5000 экз. — ISBN 5-352-00990-4.
- Сигрид Унсет. Улав, сын Аудуна из Хествикена. — СПб.: Азбука-классика, 2004. — 576 с. — (Классика (мяг)). — 5000 экз. — ISBN 5-352-00903-3.

## Экранизации
- 1995 — Кристин дочь Лавранса[дат.] / Kristin Lavransdatter — реж. Лив Ульман (Швеция, Норвегия, Германия)